# James Madison Wells
Pour les articles homonymes, voir James Wells.
James Madison Wells, né le 8 janvier 1808 et mort le 28 février 1899, est un homme politique américain qui fut gouverneur de Louisiane, de 1865 à 1867, au cours de la reconstruction du sud après la Guerre de Sécession.

## Biographie

### Jeunesse
James Madison Wells est né près d'Alexandria, en Louisiane, le 8 janvier 1808. Son père est Samuel Levi Wells II, membre de la convention constitutionnelle de 1811. Samuel Wells meurt lorsque James a huit ans, laissant huit enfants. Son frère Thomas Jefferson Wells s'implique beaucoup dans la politique de Louisiane.
James Wells commence ses études au collège Saint Joseph de Bardstown dans le Kentucky, puis à l'académie de Partridges à Middletown dans le Connecticut, et enfin à l'école de droit de Cincinnati. À son retour en Louisiane en 1829, il s'occupe de la gestion des nombreuses plantations de la famille.

### Carrière politique
En 1833, Wells épouse Mary Ann Scott, alors âgée de 15 ans. Ensemble, ils auront 14 enfants. Wells bénéficie d'un important héritage foncier, et contrôle notamment une grande plantation de coton près d'Alexandria, une plantation de sucre dans le Bayou Huffpauer à Avoyelles Parish et une grande maison d'été, Jessamine Hill, près de Lecompte. En 1840, Wells est nommé Sheriff de Rapides Parish par le Gouverneur Andre B. Roman. Wells est un membre actif du Whig Party, et un grand propriétaire d'esclaves. Le Parti Whig s'effondre dans les années 1850, et Wells rejoint le Parti Démocrate. En 1859, son frère, Thomas Jefferson Wells, un Whig, se présente comme candidat au poste de gouverneur  contre Thomas Moore Overton.
En 1860, il soutient Stephen A. Douglas, le candidat Démocrate du Nord à la présidence des États-Unis. Ardent défenseur de l'Union, James Wells est critiqué par ses voisins et son frère. Au cours de la guerre civile américaine, Wells est arrêté par des officiels confédérés pour ses sympathies pour l'Union. En 1864, les troupes de l'Union prennent le contrôle de la quasi-totalité des 17 paroisses du sud de la Louisiane. Wells forme l´Unconditional Union Club of West Louisiana. Il est soutenu par les radicaux tels que Benjamin Flanders et les modérés tels que Michael Hahn pour devenir lieutenant-gouverneur de Louisiane pendant la période de Reconstruction après la Guerre de Sécession. Progressiste, James Wells est néanmoins très réservé vis-à-vis des droits civiques des Afro-Américains.
Le 4 mars 1864, Wells devient lieutenant-gouverneur du gouverneur Michael Hahn. À la Convention constitutionnelle de 1864 de Louisiane, il soutient la proposition d'indemnisation pour l'émancipation des anciens esclaves. Un an plus tard, le 4 mars 1865, Wells devient gouverneur après la démission de Michael Hahn qui dépose sa candidature au mandat de sénateur des États-Unis. En novembre 1865, une élection spéciale est organisée par le gouvernement de reconstruction, et Wells se présente comme candidat Démocrate. Il remporte l'élection face à l'ancien gouverneur Henry W. Allen - qui était alors au Mexique - , par 22 312 voix contre 5 497.
En tant que gouverneur, Wells entre en conflit avec le général Banks, le représentant de l'autorité militaire du gouvernement fédéral. Il soutient Hugh Kennedy à la mairie de La Nouvelle-Orléans, et nomme de nombreux anciens officiers confédérés aux postes de fonctionnaires. Il recommande le démantèlement de l'éducation publique, et d'utiliser exclusivement les impôts des Noirs pour financer les écoles pour les anciens esclaves affranchis. Wells souhaite également construire de nouvelles digues, une nouvelle capitale et un pénitencier d'état, mais ses propositions sont ignorées par le pouvoir législatif.
Le 30 juillet 1866, des émeutes éclatent en réaction aux mesures prises en vertu de la Convention constitutionnelle de 1864. Le gouverneur Wells ne fait pas beaucoup d'efforts pour prévenir ce débordement de violence, et le général Sheridan l'en tient pour responsable. Le 3 juin 1867, Sheridan lui retire ses fonctions de gouverneur en raison des émeutes et pour n'avoir pas mis en œuvre les réformes concernant les esclaves affranchis.

### Dernières années
Après avoir été démis de ses fonctions de gouverneur, Wells retourne à sa maison de Rapides Parish. En 1872, il soutient le républicain Ulysses S. Grant à sa réélection comme Président des États-Unis. Durant les années 1870, Wells revient à la politique comme scalawag, ses opposants le surnomment alors, « Mad Wells » (« Wells le fou »). En 1873, il est nommé président du State Returning Board qui est chargé d'assurer la validité des bulletins de vote et le rejet des votes frauduleux. Grâce à ce poste, Wells donne un léger avantage aux Républicains au cours des élections suivantes. En récompense, il est nommé percepteur du port de La Nouvelle-Orléans (Office de perception des taxes douanières), de 1874 à 1880.
Il meurt le 28 février 1899, dans sa maison de la paroisse des Rapides.